# 小岛屿国家联盟
小岛屿国家联盟（Alliance of Small Island States，AOSIS) ，簡稱島國聯盟，是一个低海岸国家与小岛屿国家的政府间组织，成立于1990年，其宗旨是加强小岛屿发展中国家（Small Island Developing States，SIDS）在应对全球气候变化中的声音。AOSIS早在1994年《京都议定书》谈判中推出第一份草案之后便已相当活跃。 
截至2008年3月，AOSIS共有来自全世界的39个成员及4个观察员，其中有37个联合国会员。该联盟代表了28%的发展中国家，以及20%的联合国会员总数。

## AOSIS成员
| - 安地卡及巴布達 - 巴哈马 - 古巴 - 多米尼克 - 格瑞那達 - 海地 - 牙买加 - 馬爾他 - 圣基茨和尼维斯 - 圣卢西亚 - 聖多美和普林西比 - 苏里南 - 千里達及托巴哥 | - 馬爾地夫 - 模里西斯 - 塞舌尔 - 庫克群島 - 斐济 - 基里巴斯 - 马绍尔群岛 - 密克羅尼西亞聯邦 - 瑙鲁 - 纽埃 - 帛琉 - 萨摩亚 - 新加坡 - 所罗门群岛 (无) · |  |

AOSIS还有4个观察员: 
- 美属萨摩亚
- 關島
- ( 阿鲁巴、 、 荷屬聖馬丁)
- 美屬維爾京群島